# Північне Тапті – Лакшмі – Сувалі
Північне Тапті – Лакшмі – Сувалі – трубопровідна система, за допомогою якої забезпечили видачу продукції кількох індійських офшорних родовищ до узбережжя штату Гуджарат.
В першій половині 2000-х у Камбейській затоці почали розробку двох нафтогазових родовищ офшорного блоку CB/OS-2 – Лакшмі та Гаурі. Для видачі їх продукції встановлену на Гаурі платформу GA сполучили перемичкою завдовжки 5 км з діаметром 300 мм із платформою Лакшмі А (LA), тоді як від останньої проклали головний трубопровід довжиною 36 км з діаметром 600 мм до берегової установки підготовки газу та нафти Сувалі.
В 2012-му через Лакшмі також пустили продукцію газового родовища Північне Тапті, для чого спорудили ділянку завдовжки 20 км з діаметром 450 мм. Є відомості, що для прокладанням траншеї законтрактували землесосоний снаряд "Francis Beaufort".